# کولت بروست
کولت بروست (فرانسوی: Colette Brosset‎; ۲۱ فوریهٔ ۱۹۲۲ – ۱ مارس ۲۰۰۷) هنرپیشه، طراح رقص، فیلم‌نامه‌نویس و بازیگر سینما اهل فرانسه بود.
از فیلم‌ها یا برنامه‌های تلویزیونی که وی در آنها نقش داشته‌است می‌توان به آیا پاریس در حال سوختن است؟ و جنجال بزرگ اشاره کرد.